# Tampacán
Tampacán è una municipalità dello stato di San Luis Potosí, nel Messico centrale, il cui capoluogo è la omonima località.
Conta 15.838 abitanti (2010) e ha una estensione di 185,21 km².